# الشيخ عون الله
قرية الشيخ عون الله هي إحدى القرى التابعة لمركز القوصية في محافظة أسيوط في جمهورية مصر العربية. حسب إحصاءات سنة 2006، بلغ إجمالي السكان في الشيخ عون الله 7464 نسمة، منهم 3559 رجل و3905 امرأة.